# Motor d'arrencada

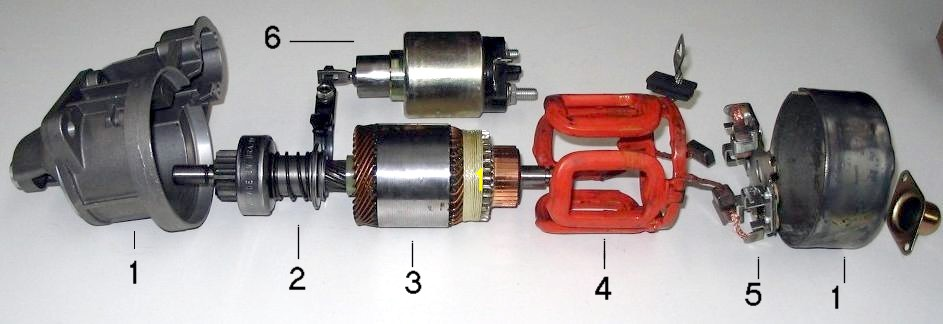
Motor d'arrencada amb les seves peces separades.

El motor d'arrencada és un motor elèctric, la funció del qual és, tot fent-lo girar, posar en marxa el motor de l'automòbil. Per aquest motiu, sol ser un motor d'elevada potència.
Funcionament
El sistema d'arrencada està constituït pel motor d'arrencada, l'interruptor, la bateria i el cablejat. El motor d'arrencada és activat amb l'electricitat de la bateria quan es gira la clau de posada en marxa, tancant el circuit i fent que el motor giri. El motor d'arrencada connecta amb el cigonyal del motor de combustió per un pinyó conegut com a pinyó BENDIX de pocs dents amb una corona dentada reductora que porta incorporada el volant d'inèrcia del motor tèrmic. Quan el volant gira més ràpidament que el pinyó, el BENDIX es desacobla del motor d'arrencada mitjançant roda lliure que ho desengrana, evitant danys per excés de revolucions.
En el cas dels automòbils, el motor d'arrencada es desacobla mitjançant una palanca activada per un solenoide (un electroimant) que està subjecte al cos del motor d'arrencada. En altres casos (motocicletes i aviació lleugera) el relé va muntat separat i només alimenta el corrent; l'acoblament / desacoblament del pinyó BENDIX es realitza per inèrcia i roda lliure, amb una estriadura en espiral. Quan arrenca el motor tèrmic la diferència de velocitats expulsa al pinyó cap enrere.
En els motors grans (vehicles industrials, etc.) el pinyó es desplaça juntament amb l'induït o rotor, per mitjans electromagnètics. En un inici engrana mitjançant una alimentació en paral·lel de les bobines inductores. Quan s'acobla la força s'incrementa perquè s'alimenta amb una bobina inductora en sèrie. El procés acaba quan es talla l'alimentació al relé, que també està integrat amb el motor d'arrencada.